# Unterirdische Gänge Zwiesel

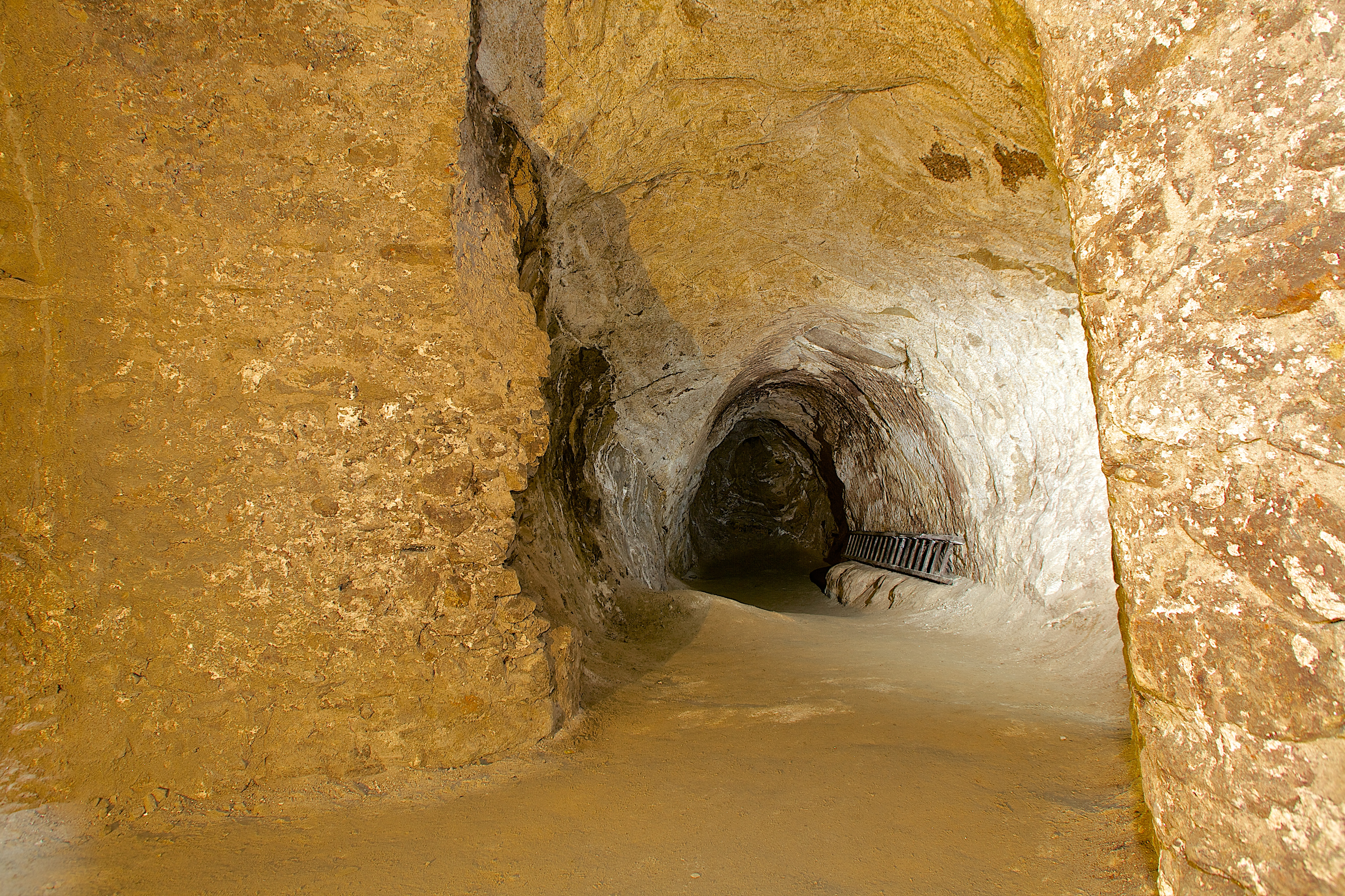
Unterirdische Gänge in Zwiesel

Die Unterirdischen Gänge Zwiesel sind ein Gangsystem, das über Jahrhunderte hinweg unter dem Kernbereich der Stadt Zwiesel in Niederbayern entstand. Das genaue Alter des Tunnelsystems ist unbekannt. Die ersten Schächte dürften aber bereits im frühen 14. Jahrhundert angelegt worden sein.
Im Jahr 2001 wurde der Arbeitskreis Unterirdische Gänge zur Erforschung des Gangsystems gebildet. Im Jahr 2005 trat an die Stelle des Arbeitskreises der Verein Unterirdisches Zwiesel. Heute kann man die Gänge unter sachkundigen Führung besichtigen.

## Verwendungszweck

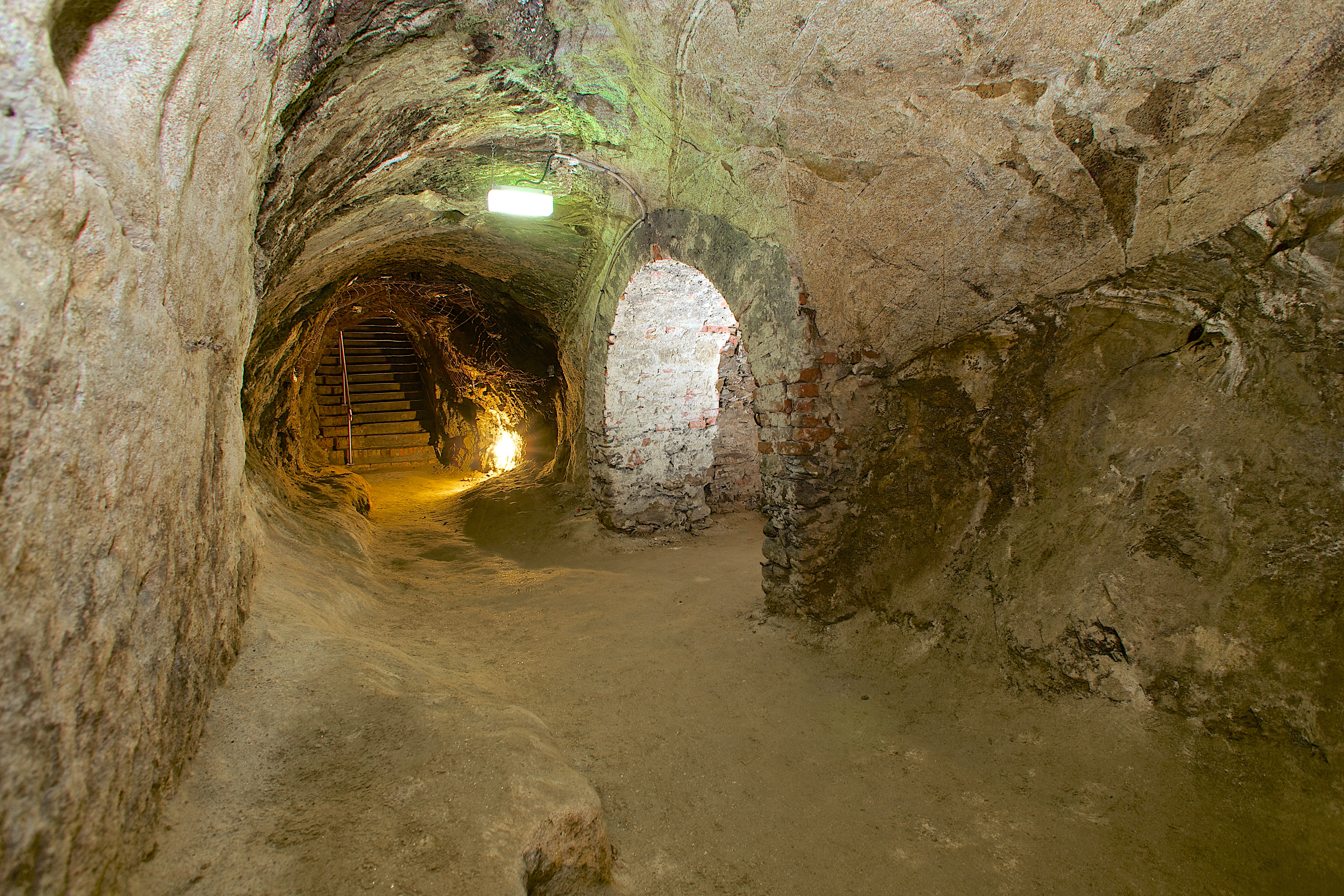
Unterirdische Gänge in Zwiesel

Über den Verwendungszweck gibt es verschiedene Theorien:
- Versteck vor Feinden

Die Zwieseler sind bei Überfällen unter die Erde geflüchtet.
- Fluchtwege

Die Bewohner sind unterirdisch aus dem nahegelegenen Burgstall oder umgekehrt in den Burgstall geflüchtet.
- Reinigungszeremonie

Die Nutzer bewegten sich unter der Erde, um sich in den engen Schliefröhren, Durchmesser 40 cm, Länge bis 4 m, von Krankheiten und Sünden zu reinigen und somit „wiedergeboren“ durch den Muttermund der Erde ans Tageslicht zu kommen.
- Stätten für Totenkult

Die Unterirdischen Gänge wurden angelegt als Wohnstätten der Seelen, um im sog. Zwischenzustand – zwischen Tod und Auferstehung – auf den jüngsten Tag zu warten.
- Lagerstätten

Für diese Theorie spricht die Tatsache, dass dort im Höhlensystem das ganze Jahr über eine gleichbleibende Temperatur von rund 8 °C herrschte und man dies für die Lagerung von Lebensmitteln nutzte. Zu diesem Zweck dürften die Gänge später genutzt worden sein.